# Birgitte Røksund
Birgitte Røksund (* 1. November 1985) ist eine ehemalige norwegische Biathletin.
Birgitte Røksund startete seit 2002 im Junioren-Europacup. Ihre beiden ersten Rennen in Ål gewann sie. Ihr erstes Großereignis wurde die Junioren-Weltmeisterschaft 2004 in der Haute-Maurienne. Dort wurde sie Achte im Sprint, Vierte der Verfolgung und gewann Silber mit der Staffel. Ein Jahr später war ein 34. Platz im Sprint von Kontiolahti das beste Ergebnis. 2006 verpasste sie in Presque Isle als Viertplatzierte mit der Staffel knapp einen Medaillengewinn. Bestes Ergebnis in einem Einzelrennen war der 17. Platz im Einzel.
Seit 2007 tritt Røksund bei den Frauen an. Erstes Großereignis bei den Senioren wurden die Biathlon-Europameisterschaften 2007 in Bansko. Bei den kontinentalen Titelkämpfen in Bulgarien lief die Norwegerin auf die Plätze 40 im Sprint, 27 in der Verfolgung, 37 im Einzel und wurde Neunte im Staffelwettbewerb. Auch im Biathlon-Europacup tritt sie seit 2007 an. 2009 nahm sie erneut an Biathlon-Europameisterschaften teil und wurde in Ufa 15. im Sprint, 17. der Verfolgung, Siebte im Einzel und Fünfte im Staffelrennen. Birgitte Røksund gab in der Saison 2011/2012 ihr Debüt im Weltcup und belegte im Sprint in Hochfilzen Rang 35 und gewann im ersten Rennen gleich ihre ersten Punkte. Ihr letztes internationales Rennen bestritt sie beim IBU-Cup 2011/12 im kanadischen Canmore.

## Biathlon-Weltcup-Platzierungen
Die Tabelle zeigt alle Platzierungen (je nach Austragungsjahr einschließlich Olympische Spiele und Weltmeisterschaften).
- 1.–3. Platz: Anzahl der Podiumsplatzierungen
- Top 10: Anzahl der Platzierungen unter den ersten zehn (einschließlich Podium)
- Punkteränge: Anzahl der Platzierungen innerhalb der Punkteränge (einschließlich Podium und Top 10)
- Starts: Anzahl gelaufener Rennen in der jeweiligen Disziplin

| Platzierung              | Einzel | Sprint | Verfolgung | Massenstart | Staffel | Gesamt |
| ------------------------ | ------ | ------ | ---------- | ----------- | ------- | ------ |
| 1. Platz                 |        |        |            |             |         |        |
| 2. Platz                 |        |        |            |             |         |        |
| 3. Platz                 |        |        |            |             |         |        |
| Top 10                   |        |        |            |             |         |        |
| Punkteränge              |        | 1      |            |             |         | 1      |
| Starts                   |        | 1      | 1          |             |         | 2      |
| Stand: 17. Dezember 2011 |        |        |            |             |         |        |